# Villgratenbach
Der Villgratenbach, auch Villgraterbach, ist ein linker Nebenfluss der Drau in Osttirol.

## Geografie

### Lauf und Landschaft
Der Villgratenbach ist knapp 25 km lang. Er entspringt als Arntalbach in den Villgratner Bergen in einer Höhe von 2418 m ü. A. Er fließt zunächst in westlicher Richtung durch das Arntal. Im Bereich von Oberstaller- und Unterstalleralm, wo er auch Stallerbach genannt wird, wendet er sich nach Süden und durchfließt anschließend das Villgratental mit den Gemeinden Innervillgraten und Außervillgraten. Bei Panzendorf (Gemeinde Heinfels) mündet der Villgratenbach schließlich nach der Überwindung von rund 1350 Höhenmetern in die Drau. Unterhalb der Burg Heinfels überquert die historische Punbrugge den Bach.

### Geologie
Der Villgratenbach durchfließt eine relativ einheitliche hydrogeologische Formation aus kristallinen Schiefern. Nur im Ursprungsgebiet gibt es auch Vorkommen von Granit und Gneis. Der Villgratenbach durchfließt dabei in der Regel enge Kerbtäler; nur im Mündungsbereich und bei Innervillgraten kommt es zu Talaufweitungen, die von Schottern und Sanden überlagert sind. Im Unterlauf verläuft der Villgratenbach hingegen in Schluchtenstrecken.

## Umwelt

### Fauna und Flora
Vorherrschende Vegetation entlang des Villgratenbaches sind Nadelwälder. Ausnahmen sind lediglich die landwirtschaftlich genutzten Talniederungen mit den Hauptorten sowie Verebnungsabschnitte im Unterlauf und der Mündungsbereich. In Ufernähe haben sich teilweise auch azonale Gehölzbestände herausgebildet, größere Auwaldsysteme fehlen jedoch, da potentielle Standorte vom Menschen genutzt werden.

### Uferzustand und Verbauungsmaßnahmen
Der Villgratenbach ist in seinem Verlauf stark vom Menschen verändert worden und weist nur noch wenige Streckenabschnitte auf, die nicht oder nur wenig beeinflusst wurden. Hierzu zählen Verebnungsbereiche im Oberlauf, Schluchtabschnitte an der Taleinfahrt nach Außervillgraten und die Klammstrecke nahe der Mündung des Kalksteiner Baches. Im übrigen Streckenverlauf ist der Villgratenbach insbesondere durch die ufernahe Trassenführung der Landesstraße sowie durch den Siedlungsdruck in den Talaufweitungen beeinflusst. Bei Panzendorf sichern Dammbauwerke und Blocksteinverbauungen die Siedlung, in Außervillgraten sind die Ufer hingegen durch Ufermauerwerk befestigt. Weiters wurde der Villgratenbach bei Innervillgraten und der Stalleralm durch Verbauungen begradigt, um Flächen oder Ufer zu sichern.

### Gewässergüte
Die Wasserqualität des Villgratenbaches erreicht im gesamten Verlauf die Gewässergüteklasse I-II (nicht bis mäßig verunreinigt). Lediglich im Bereich der Hauptorte Außervillgraten und Innervillgraten reduziert sich die Wasserqualität durch vermehrte Einleitung von Schmutzwässern, wobei sich Schmutzwasserfahnen bis zu drei Kilometer unterhalb der Ortskerne ziehen.

## Wirtschaftliche Nutzung
Der Unterlauf des Villgratenbaches wird energiewirtschaftlich genutzt. Von den beiden vorhandenen Kraftwerksgebäuden wurde jedoch der veraltete Kraftwerksteil bei Ronebach bereits aufgelassen. Die Ausleitung zum TIWAG-Kraftwerk befindet sich kurz vor Außervillgraten, die Rückleitung erfolgt im Bereich des EGO-Werkes bei Panzendorf. Die Restwasserstrecke beträgt hierbei 3,6 Kilometer, wobei 60 % der Gesamtwassermenge als Restwassermenge erhalten bleiben. Neben der Kraftwerksausleitung bestehen noch zeitweise betriebene Ausleitungen für zwei Mühlen bzw. ein Sägewerk. Die Restwassermenge liegt jedoch in allen drei Fällen bei mehr als 95 %.